# Spathoglottis tricallosa
Spathoglottis tricallosa är en orkidéart som beskrevs av Johannes Jacobus Smith. Spathoglottis tricallosa ingår i släktet Spathoglottis och familjen orkidéer.
Artens utbredningsområde är Sulawesi. Inga underarter finns listade i Catalogue of Life.